# Comunas de Valledupar

Mapa comunal

La división política y administrativa de Valledupar, agrupa los 175 barrios y sectores de la ciudad en 6 comunas, regidas por Juntas Administradoras Locales (JAL). Complementariamente, la zona rural del municipio está conformada por los corregimientos de Valledupar. Como parte de la ciudad, las comunas también conforman el Área Metropolitana de Valledupar.
Las comunas de Valledupar son:
- Comuna 1
- Comuna 2
- Comuna 3
- Comuna 4
- Comuna 5
- Comuna 6